# 卢衍豪
卢衍豪（1913年4月16日—2000年2月20日），中国地层古生物学家。生于福建永定。1937年毕业于北京大学地质系。1980年当选为中国科学院学部委员(院士)。曾任中国科学院南京地质古生物研究所研究员、副所长、中国古生物学会理事长。